# Ōnakatomi no Yoshinobu
Ōnakatomi no Yoshinobu (jap. 大中臣 能宣 ur. 921 – zm. 991) – japoński poeta, jeden z Trzydziestu Sześciu Mistrzów Poezji.

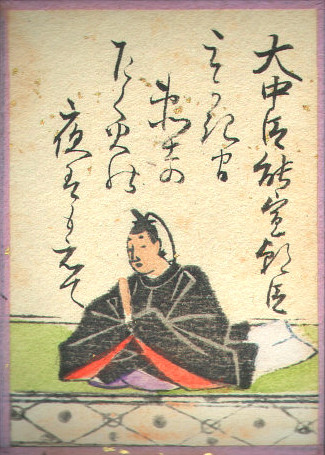
Ōnakatomi no Yoshinobu

Pochodził z arystokratycznego rodu. Został naczelnym kapłanem w świątyni w Ise, najbardziej jest jednak znany jako poeta, zwłaszcza autor licznych waka. Jego autorski zbiór, „Yoshinobu-shū” zawiera 485 utworów; ponadto jego wiersze zawarte są w innych zbiorach jak „Shūi Wakashū” z 997 roku. Jest jednym z Nashitsubo no Gonin, czyli kompilatorów zbioru „Gosen Wakashū”.